# José Manuel Abascal Gómez
José Manuel Abascal Gómez   (Alceda, 17 de març de 1958) és un atleta espanyol. Considerat un dels millors atletes espanyols de sempre, malgrat que no tenia un final explosiu, la seva gran capacitat per mantenir un alt ritme de carrera li va permetre obtenir el seu millor rendiment als 1500 metres llisos.

## Carrera esportiva
Les seves qualitats atlètiques les va demostrar des de ben petit, a la seva primera competició de cross va guanyar sense cap preparació. Més tard, ja preparat i la categoria Junior va fer un meritori 8è lloc als Campionats d'Europa Junior d'atletisme per tornar dos anys més tard a aquests campionats per guanyar la prova de 3000 metres llisos. Però la seva millor carrera i per la que és conegut, fou als Jocs Olímpics de 1984 a la ciutat de Los Angeles en la prova de 1500 metres llisos, assolint la medalla de bronze, i ser el primer atleta que guanyava una medalla Olímpica a una prova de pista (Jordi Llopart va guanyar una d'argent als Jocs Olímpics de Moscou 1980 i la prova de la marxa, que es disputa parcialment forà de la pista).
A la seva millor època com a esportista va estar entrenat per Gregorio Rojo i lluint la samarreta del Futbol Club Barcelona. Es va retirar l'any 1992, i actualment es dedica a organitzar proves esportives.

## Historial nacional
- 45 vegades internacional
- 5 vegades campió d'Espanya d'atletisme de 1500 m.ll. als anys 1978-81-82-84-85.
- Campió d'Espanya de 1500 m. ll. en Pista Coberta l'any 1981.
- Campió d'Espanya de 3000 m. ll. en Pista Coberta l'any 1982.
- Millor marca espanyola de tots els temps en els 1500 amb 3´38"21 (1977) i amb 3´33"12 (1982).
- Millor esportista espanyol de l'any 1984.

## Millors Marques[1]
- 800 m. 1'49"5 a Madrid el 19 de juliol de 1980
- 1500 m. 3'31"13 a Barcelona el 16 d'agost de 1986
- milla. 3'50"54 a Roma el 10 de setembre de 1986
- 3000 m. 7'53"51 a La Corunya el 4 d'agost de 1988
- 5000 m. 13'12'49 a Oslo el 4 de juliol de 1987
- 3000 m. obstacles. 8'38"8 a Sant Sebastià el 29 d'agost de 1981